# La scienza come professione
La scienza come professione (titolo originale tedesco: Wissenschaft als Beruf) è un saggio del sociologo tedesco Max Weber pubblicato nel luglio 1919, nato come testo di una conferenza svolta nel 1917. In questa conferenza, Weber espone le proprie opinioni sul significato e il valore della ricerca scientifica, nonché sull'impegno richiesto allo scienziato.

## Genesi dell'opera

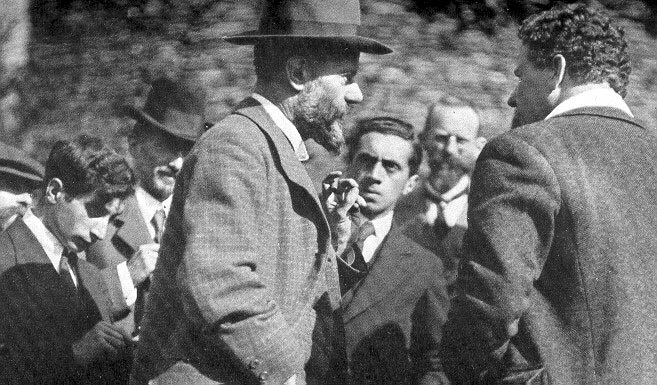
Max Weber a una conferenza a Lauenstein (1917)

Nel 1917, nel corso della prima guerra mondiale, la sezione bavarese del Freistudentischer Bund (Libera alleanza studentesca), un'associazione di studenti democratici, aveva organizzato una serie di conferenze sul tema Geistige Arbeit als Beruf (Il lavoro intellettuale come professione) da svolgere in varie sedi della Baviera.
Immanuel Birnbaum, uno dei dirigenti dell'associazione, invitò Max Weber, il quale stava riprendendo l'attività didattica e scientifica abbandonate da tempo a causa di una malattia. Weber accettò e svolse la prima conferenza, intitolata Wissenschaft als Beruf (La scienza come professione) il 7 novembre 1917. Il testo di Weber aveva quindi una finalità educativa. Come sottolinea Wolfgang Schluchter, i testi della conferenza del 1917 sulla scienza come professione e della successiva conferenza sulla politica come professione, si proponevano di indirizzare l'individuo alla conoscenza dei fatti e alla riflessione su se stesso, e contemporaneamente di conquistarlo a una condotta di vita all'insegna della propria responsabilità.
Il testo stenografato delle conferenze, rielaborato per la stampa presumibilmente tra il febbraio e il marzo del 1919, fu pubblicato nel mese di luglio dello stesso anno

## Contenuto
Weber avverte che chiunque intenda dedicarsi alla ricerca in ambito accademico, per lo meno nella Germania nei primi decenni del XX secolo, dovrà essere pronto a subire delusioni dovute ai meccanismi di reclutamento dei docenti, affidati più al caso che a una seria valutazione delle capacità individuali, e a lavorare per diversi anni senza ricevere un vero stipendio. Al contrario che negli Stati Uniti d'America, dove un giovane assistente riceve fin dall'inizio uno stipendio sia pure modesto, in Germania «la carriera di un uomo di scienza è costruita interamente su presupposti plutocratici».
Per quanto riguarda la vocazione interiore alla scienza, Weber parte dalla constatazione che nel mondo moderno «la scienza è pervenuta a uno stadio di specializzazione prima sconosciuto, e che tale rimarrà sempre in futuro», per cui lo scienziato deve possedere una vocazione, che è insieme «rassegnata coscienza», a lavorare per lungo tempo su argomenti estremamente limitati, consapevole del fatto che solo nell'esattezza di questo lavoro consiste la sua importanza. Inoltre nelle università tedesche lo scienziato deve svolgere sia attività di ricerca, sia attività didattiche, e quindi deve riunire in sé l'abilità di ricercatore e quella di insegnante. Per Weber la scienza è "avalutativa", cioè non può decidere su scelte riferite a valori contrastanti; può solo fornire supporti tecnici, precisando cioè le possibili conseguenze delle diverse azioni. L'insegnante deve essere consapevole che la constatazione dei fatti e il valore della cultura e dei suoi contenuti particolari sono due problemi assolutamente eterogenei. Ne deriva l'inopportunità per l'insegnante di spacciare come scientifiche determinate posizioni politiche o concezioni del mondo che rientrano piuttosto nell'ambito delle convinzioni personali. Un atteggiamento del genere sarebbe, oltre che contrario alla scienza, «perché il profeta e il demagogo non si addicono alla cattedra universitaria», anche sleale, dal momento che l'uditorio studentesco non ha il diritto o le capacità per replicare all'insegnante.
Weber affronta infine il problema di cosa sia la professione della scienza nella vita complessiva dell'umanità e quale sia il suo valore passando in rassegna i compiti che nel corso della storia occidentale sono stati attribuiti alla scienza: di guida etica nell'antica Grecia, di sentiero verso la vera conoscenza della natura in epoca rinascimentale, di strada per giungere a Dio nella prima epoca moderna. Ma al giorno d'oggi, data la progressiva intellettualizione (Intellektualisierung) e razionalizzazione (Rationalisierung) del mondo, e il conseguente disincantamento del mondo (Entzauberung), ossia la sostituzione delle spiegazioni magico/religiose del mondo con spiegazioni razionali, la scienza ha come scopo principale quello di fare chiarezza, e di «costringere l'individuo, o per lo meno aiutarlo, a rendersi conto del senso ultimo del suo proprio operare».

## Edizioni
In lingua tedesca
- (DE) Max Weber, Wissenschaft als Beruf [La scienza come professione], in Geistige Arbeit als Beruf : Vier Vorträge vor dem Freistudentischen Bund [ [Il lavoro intellettuale come professione : Quattro conferenze per la Libera alleanza studentesca], München und Leipzig, Verlag von Duncker & Humblot, 1918.
- (DE) Johannes Winckelmann (a cura di), Wissenschaft als Beruf, in Gesammelte Aufsätze zur Wissenschaftslehre, II edizione, Tubingen, Mohr, 1951,  pp. 528-613.
- (DE) Wolfgang J. Mommsen, Wolfgang Schluchter e Birgitt Morgenbrod (a cura di), Wissenschaft als Beruf 1917/1919 / Politik als Beruf 1919, in Max Weber-Gesamtausgabe [Edizione completa delle opere di Max Weber], vol. 17, Tubingen, Mohr, 1992, ISBN 978-3-16-145765-4.

In lingua italiana
- Il lavoro intellettuale come professione : due saggi, collana Nuova universale Einaudi ; 74, traduzione di Antonio Giolitti, Nota introduttiva di Delio Cantimori, Torino, Einaudi, 1948,  pp. XLII, 121, ISBN 88-06-01115-4.
- La scienza come professione ; La politica come professione, collana Biblioteca di Comunità ; 20, traduzione di Helga Grünhoff, Pietro Rossi, Francesco Tuccari, Introduzione di Wolfgang Schluchter, Torino, Edizioni di Comunità, \2001!,  pp. XXXIX, 113, ISBN 88-245-0599-6.[6]
- Luciano Pellicani (a cura di), La scienza come professione, collana I classici della sociologia, traduzione di Edmondo Coccia, Roma, Armando, 1997,  p. 87, ISBN 88-7144-683-6.
- La scienza come professione ; Wissenschaft als Beruf, collana Testi a fronte ; 52, traduzione di Paolo Volonté, Introduzione, traduzione, note e apparati di Paolo Volonté, Milano, Rusconi, 1997,  p. 162, ISBN 88-18-70206-8.
- La scienza come professione ; La politica come professione, collana Piccola biblioteca Einaudi. Nuova serie ; 256, traduzione di Helga Grünhoff, Pietro Rossi, Francesco Tuccari, Introduzione di Wolfgang Schluchter, Torino, G. Einaudi, 2004,  pp. XLI, 121, ISBN 88-06-16933-5.[6]
- La scienza come professione ; Wissenschaft als Beruf, traduzione di Paolo Volonté, Introduzione, traduzione, note e apparati di Paolo Volonté ; Testo originale a fronte, Milano, Bompiani, 2008,  p. 118, ISBN 978-88-452-6181-7.
- La scienza come professione, in Il lavoro intellettuale come professione, collana Oscar saggi ; 95, traduzione di Pietro Rossi, Introduzione di Massimo Cacciari, Milano, Oscar Mondadori, 2018,  pp. 3-47, ISBN 978-88-04-70340-2. (ebook:  Max Weber, La scienza come professione, traduzione di Pietro Rossi, Introduzione di Massimo Cacciari, Milano, Mondadori Libri S.p.A., 2017, ISBN 9788852082085.)